# Ramuri (revistă)
Ramuri este o revistă literară care apare lunar la Craiova, sub egida Uniunii Scriitorilor din România.

## Istoric

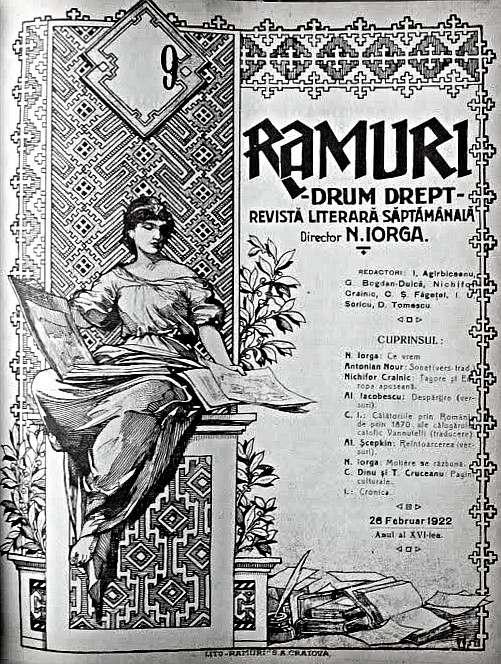
Ramuri - Drum drept - Nr. 9 din 1922

### Prima serie
Revista a fost înființată din inițiativa a doi adolescenți entuziaști, Constantin Șaban Făgețel și Dumitru Tomescu, la acea data încă elevi ai liceului „Traian” din Turnu Severin, primul număr apărând la 5 decembrie 1905, în Craiova, ca „revistă literară lunară”. Din 1908 apariția a devenit bilunară, iar din 1910 săptămânală.
Revista avea o orientare autotohtonist-tradiționalistă, promovată de revista literară săptămânală Sămănătorul, concepută de către George Coșbuc și Alexandru Vlahuță și care apăruse la București la 2 decembrie 1901, devenind promotoarea curentului ideologic și literar care i-a purtat numele - Sămănătorismul, curent teoretizat de Nicolae Iorga.
La 10 decembrie 1914, revista Ramuri a fuzionat cu revista Drum drept, luând denumirea acesteia și avându-l ca director pe Nicolae Iorga, până în 1927. A reapărut câteva luni, în refugiu la Iași (martie-iulie 1917) și din 1919, din nou la Craiova.
Revista a funcționat în această formă până în 1947, cu două pauze: în 1918, din cauza Primului Război Mondial și între 1930-1933 din motive financiare.
În revistă, pe lângă Nicolae Iorga, au publicat și unii din cei mai importanți scriitori și poeți români, ca Tudor Arghezi, Octavian Goga, Ion Agârbiceanu, Mihail Sadoveanu, Liviu Rebreanu, Elena Farago, Ioan Slavici, B.P. Hasdeu, Victor Eftimiu, Mihail Dragomirescu, Vasile Conta, Aron Cotruș, N. Davidescu, Dimitrie Anghel, Ștefan Octavian Iosif, Sextil Pușcariu, Cezar Petrescu, Zaharia Stancu, Ion Marin Sadoveanu, Pamfil Șeicaru, C. Rădulescu-Motru, Al. Dima, Romulus Vulcănescu, Ion Minulescu, George Topîrceanu, Emil Gârleanu, Lucian Blaga, Gib I. Mihăescu, Radu Gyr, Ion Pillat, Nichifor Crainic, Tudor Vianu etc.

### Serie nouă
În august 1964 Ramuri este reînființată în serie nouă, avându-l ca redactor-șef pe Ilie Purcaru. 
În ziua de 5 decembrie 2005, revista și-a sărbătorit centenarul, ocazie cu care, la actualul sediu al redacției, a fost dezvelită o placă memorială cuprinzând numele directorilor, respectiv redactorilor-șefi, ai revistei de la începuturi și până acum: C. Șaban Făgețel (1905-1915; 1928-1947), D. Tomescu (1905-1915; 1928-1945), Nicolae Iorga (1915-1927), Ilie Purcaru (1964-1969), Alexandru Piru (1969-1976), Mihai Pelin (interimar, 1976), Romulus Diaconescu (interimar, 1977), Marin Sorescu (1978-1990), Gabriel Chifu (din 1990).

## SuplimentulPovestea vorbei
În 1966 Miron Radu Paraschivescu a înființat un supliment al revistei Ramuri, cu titlul „Povestea vorbei” (în amintirea revistei omonime, înființate în 10 octombrie 1896), din care a făcut un laborator de creație și o rampă de lansare, puse la dispoziția scriitorilor tineri cei mai îndrăzneți  ca Norman Manea (cu povestirea „Fierul de călcat dragostea”), Vintilă Ivănceanu, Nora Iuga, Dumitru Țepeneag, Leonid Dimov, Virgil Mazilescu, Sebastian Reichman etc., în dorința a crea o revistă de avangardă care să-i unească pe vechii și pe noii onirici. Revista a fost interzisă rapid, în 1968.
La doi ani după ce revista fusese desființată, Miron-Radu Paraschivescu a scris această scrisoare:
Văleni, 9 martie 1970

Tovarășe Paul Niculescu,

Aflu cu mare întîrziere și uimire că Dumneata ai fi autorul suprimării revistei mele, „Povestea vorbii”. Dacă lucrul este adevărat și nu o simplă calomnie din partea inamicilor Dumitale, - atunci te rog să rupi fără întîrziere filele cu dedicații manuscrise ce ți le-am adresat pe volumele Tristele și Scrieri. E de la sine înțeles că pot omagia într-un autograf pe Mihai Antonescu, cel care în plin război hitlerist îmi îngăduia o presă literară complet liberă și chiar comunistă, dar sub nici un cuvînt n-aș putea califica drept „frate mai tînăr” pe un călău al poeziei și literaturii moderne de astăzi.